# Дружный (Красноармейский район)
Дру́жный — посёлок в Красноармейском районе Краснодарского края.
Входит в состав Октябрьского сельского поселения.

## Население
| 2002 | 2010 |
| ---- | ---- |
| 319  | ↗321 |

## Улицы
| - пер. Казачий, - ул. Набережная, | - ул. Рабочая, - ул. Центральная. |